# Sons of Norway
Sons of Norway (Originaltitel: Sønner av Norge) ist ein norwegischer Spielfilm von Jens Lien aus dem Jahr 2011. Er erzählt die Geschichte des jungen Nikolaj, der durch Punk-Rock und im Speziellen durch die Platte Never Mind the Bollocks, Here’s the Sex Pistols sein Leben ändert und selber zum Punker wird. Sex-Pistols-Frontmann Johnny Rotten hat dabei einen Gastauftritt.
Der Film basiert auf dem autobiografischen Roman Teori og praksis von Nikolaj Frobenius, der auch das Drehbuch verfasste. Der Filmtitel bezieht sich auf das patriotische Lied Sønner av Norge, das früher auch als Nationalhymne diente.

## Handlung
Im Oslo der 1970er Jahre hört Nikolaj zum ersten Mal die Sex Pistols – eine Band, die sein Leben verändert. Doch gegen das Establishment und die Autoritäten zu sein, ist nicht einfach, wenn der Vater ein Alt-Hippie ist, der bevorzugt mit der Familie mit dem Blümchenbus fährt und auch vor dem Schuldirektor keinen Respekt hat. Seine Mutter ist anders, liebevoll und zärtlich mit viel Verständnis für ihren pubertierenden Sohn. Umso härter trifft es Nikolaj, als sie nach einem schweren Verkehrsunfall stirbt. Sein Vater muss fortan für ihn und seinen kleinen Bruder allein sorgen. Das überfordert den Vater, er wird krank und depressiv. Um ihn zu entlasten, nimmt seine Schwester den kleinen Peter vorübergehend zu sich in die Familie.
Allmählich findet Nikolajs Vater in das neue Leben und beginnt wieder als Architekt zu arbeiten. Nikolaj verbringt jede frei Minute bei seinen Punkerfreunden, hört Musik von Johnny Rotten und muss sich auch mit deren anarchistische Lebenseinstellung auseinandersetzten, die im krassen Gegensatz zu dem steht, was seine Eltern ihm vermittelt haben. Trotz eines rebellischen Auftretens in der Öffentlichkeit, steht sein Vater zu ihm. Und er interessiert sich für ihre Musik. Er verkauft sogar seinen Hippiebus und steigt auf Motorrad um. Er will mit Nikolaj in Urlaub fahren, den er sein Leben nie vergessen würde: in ein Nudisten-Camp. Dem Jungen ist das alles mehr als peinlich und kaum wieder zu Hause lässt er seinen Frust beim Gitarrespielen freien Lauf. Anstatt zur Schule zu gehen, übt er mit seinen Freunden in der Musikgruppe.
Auch mit Drogen kommt er in Kontakt, was zu Wahnvorstellungen führt. Er fürchtet den Verstand zu verlieren. Hin- und hergerissen in seiner Gefühlswelt setzt er sich auf das Motorrad seines Vaters und verursacht absichtlich einen schweren Unfall. Im Koma liegend erscheint ihm sein Idol Johnny Rotten der ihm etwas über den Sinn des Lebens erzählt, woraufhin Nikolaj erwacht.

## Kritik
Der film-dienst bemerkte, die „sensible Vater-Sohn-Geschichte begleitet mit viel Sinn für Details den Trauerprozess und beleuchtet dabei das Verhältnis des ehemaligen Hippies zu seinem Sohn, der ebenfalls nach Ausdrucksformen von Rebellion sucht“. kino.de schrieb, Lien verneige sich „vor den 70ern, dem Punk und einer einzigartigen Hippie-Vaterfigur“. Der Film stehe und falle mit „der wuchtigen Performance von Sven Nordin“ und avanciere „zu einem filmischen Plädoyer gegen alles, was angepasst, uniformiert und gleich ist“. Die Zeitschrift Cinema meinte, der Film sei eine „Komödie, ist aber zwischendurch auch sehr ernst, vor allem wenn es um den ambivalenten Vater-Sohn-Konflikt geht“. Im Kontrast stünden insbesondere die „spaßigen Szenen im Nudistencamp“ und die „schmerzhaften seelischen Entblößungen und Verzweiflungstaten“.

## Auszeichnungen
Der Film wurde bei den Amanda Awards in Norwegen in den Kategorien „Bester Schauspieler“ (Sven Nordin) und „Bestes Szenenbild“ (Are Sjaastad) nominiert. Beim Göteborg Film Festival konnte der Film den FIPRESCI-Preis gewinnen sowie beim Tallinn Black Nights Film Festival den Preis der Jury für Sven Nordin.